# Карелавтотранс
Карелавтотранс (ГУП РК «Карелавтотранс») — государственное унитарное предприятие, крупнейшее автотранспортное предприятие Республики Карелия; группа компаний, в которую входят ГУП РК «Карелавтотранс» и ГУП РК «Карелавтотранс-Сервис».

## Общие сведения
В состав предприятия входят:
- Петрозаводский автовокзал
- Филиал «Пряжинская автостанция»
- Филиал «Пудожская автостанция»[3]

Руководители предприятия:
- Горустович Игорь Михайлович — генеральный директор ГУП РК «Карелавтотранс»;
- Спицын Алексей Евгеньевич — директор ГУП РК «Карелавтотранс-Сервис»[4].

## История
Автобусное движение в Петрозаводске было открыто в 1915 году, а первые пригородные автобусные маршруты появились в 1927 году. В 1930 году организован трест «Карелавто», в чьём ведении находились пригородные и междугородные пассажирские перевозки на территории Карелии.
После Великой Отечественной войны организацией пассажирских автоперевозок занималось производственное объединение «Карелавтотранс».
В постсоветский период этот центральный координирующий орган был ликвидирован. Движением автобусов с автовокзала в Петрозаводске руководило «Объединение пассажирских автовокзалов и автостанций». В 2002 году оно было реорганизовано в ГУП РК «Карелавтотранс» (управление автовокзалом и междугородные перевозки) и ГУП РК «Карелавтотранс-Сервис» (обслуживание автобусов и пригородные перевозки).
Летом 2018 года с автовокзала Петрозаводска выполнялось до 200 пригородных и междугородных рейсов в день, около 25 % из них — собственными автобусами «Карелавтотранса».

## Современное состояние
По состоянию на март 2023 года в парке ГУП РК «Карелавтотранс» значится 27 автобусов, в основном Неман-420234-511 и Higer KLQ6128LQ. В свою очередь, в парке дочернего предприятия ГУП РК «Карелавтотранс-Сервис» значится 45 автобусов, в основном ПАЗ-320435-04 «Vector Next», МАЗ-206 и ГАЗель City.